# Джалович, Марко
Ма́рко Джа́лович (серб. Марко Ђаловић / Marko Đalović; 19 мая 1986, Крагуевац, Югославия) — сербский футболист, защитник.

## Биография
Игровая карьера Марко Джаловича началась в молодёжных составах ФК «Сушица», ФК «Раднички» (Крагуевац) и «Црвена Звезда» (Белград). В это же время приглашался в юношескую сборную Сербии.
В 2004 году заключил двухлетний профессиональный контракт с ФК «Срем» (Сремска-Митровица). В 2006—2008 годах играл за ФК «Бежания» из Нови-Београда. В 2008 году перешёл в ФК «Войводина» и завоевал с ним серебряные медали чемпионата Сербии.
И летом 2009 года подписал полугодовой контракт со своим первым зарубежным клубом — «Млада-Болеслав» из одноимённого города, выступавшем в высшей лиге Чехии. С 2010 года в течение полутора сезонов Марко играл в ФНЛ России — калининградской «Балтике».
В июне 2011 года Джалович был заявлен в казахстанской футбольной премьер-лиге за талдыкорганский «Жетысу». И в этом же сезоне стал с командой серебряным призёром чемпионата Казахстана. Позже был и капитаном команды.
В январе 2015 года уехал в Сербию и выступал за клуб «Нови Пазар».
В январе 2016 года вернулся в «Жетысу».

## Достижения
- Серебряный призёр чемпионата Сербии (1): 2008/09
- Серебряный призёр чемпионата Казахстана (1): 2011